# Myrmarachne hesperia
Myrmarachne hesperia är en spindelart som först beskrevs av Simon 1887.  Myrmarachne hesperia ingår i släktet Myrmarachne och familjen hoppspindlar. Inga underarter finns listade i Catalogue of Life.